# Ілієв Зарах Бінсіонович
Зарах Ілієв, повне ім'я Ілієв Зарах Бінсіонович (8 вересня 1966 , Гирмизи Гасабаd, Азербайджанська РСР, СРСР ) — російсько-азербайджанський мільярдер єврейського походження, девелопер забудовник і співвласник групи компаній «Киевская площадь». У березні 2024 року Forbes оцінював його статки в $3,3 млрд. Ілієв є одним з найбагатших людей Росії, посідає № 1027 в рейтингу найбагатших людей планети.
1992 року Ілієв зі співвітчизником Годом Нісановим заснували групу компаній «Киевская площадь». З 2024 року група володіє комерційною, офісною, складською та готельною нерухомістю в Москві, а також готелем Flotilla Radisson Royal на річці Москві. Серед найбільших активів є ринок Садовод, сільськогосподарський кластер Food City, готель Україна, палац Depo, і Олімпійський стадіон. За даними Forbes, група входить до 100 найбільших приватних компаній Росії. Також вона є найважливішим гравцем на ринок комерційної нерухомості в Росії.
Ілієв відомий тісними зв'язками з російською та азербайджанською елітами. Ільхам Рагімов, колишній однокурсник Путіна, має частку в багатьох проектах групи компаній Киевская площадь.
Після повномасштабного вторгнення в Україну США, Велика Британія та Україна внесла Ілієва в санкційні списки.

## Життєпис
Ілієв народився 8 вересня 1966 року в селі Червона Слобода Азербайджанської РСР. Це місце відоме як «Кавказький Єрусалим», оскільки це єдине поселення гірських євреїв на пострадянському просторі. Вони мають унікальну мову, іудео-тат, яка є відмінною від притаманної їхній спільноті. Батько Ілієва, Бінсіон Ілієв, був шевцем, а мати — домогосподаркою. Крім Зараха, в сім'ї було ще п'ятеро дітей — троє синів і дві дочки. З дитинства Бінсіон Ілієв навчав їх ремеслу шевця. У юності Зарах Ілієв створив невеликий бізнес у рідному селі, займаючись виготовленням головних уборів і продажем їх у сусідньому місті Куба.
У 17 років Ілієв переїхав до Москви, де разом зі своїм земляком Годом Нісановим почав гуртову торгівлю на Черкізовському ринку. 1992 року Ілієв і Нісанов заснували Групу компаній «Київська площа», яка займалася девелопментом нерухомості. Дружба Ілієва з власником ринку Тельманом Ісмаїловим також сприяла цьому бізнесу.

## «Киевская площадь»
Серед перших проектів групи були торгові центри «Електронний промінь», «Панорама», «Гранд», а також автоцентр «Москва». 2005 року компанія купила один із сталінських хмарочосів, готель «Україна», який пізніше після реконструкції був перейменований на Radisson Collection.
2009 рік ознаменувався закриттям Черкізовського ринку, де Ілієв і Нісанов були молодшими партнерами Тельмана Ісмаїлова. Після того, як вони почали розвивати свій проект — найбільший товарний ринок Москви Садовод, яким Ілієв і Нісанов володіють з 2003 року, їхній бізнес розквітнув У тому ж 2009 році відкрився 8-поверховий торгово-розважальний центр «Європейський» поруч із Московським Київським вокзалом. Крім того, Ілієв і Нісанов запустили Flotilla Radisson Royal на Москва-річці.
У 2014 році відкрився агрокластер Food City площею 120 га. У 2015 році на ВДНГ відкрився Центр океанографії та морської біології Москваріум, який став найбільшим освітнім центром з акваріумом в Європі.
У 2017 році компанія придбала стадіон «Олімпійський» у групи Альянс. Навесні 2019 року Київська площа відкрила Депо. Москва біля станції метро Білоруська.
У вересні 2021 року група придбала 9,8 % акцій компанії «Самолет», одного з найбільших забудовників масового житла в Росії. У 2023 році «Самолет» оголосив про забудову 28,4 га житлової та комерційної нерухомості в районі Східного Бірюлевого. Раніше ця земля належала ринку «Емерал», який також належав «Київській площі».
«Київська площа» входить до першої сотні рейтингу Forbes «200 найбільших приватних компаній Росії», № 65 місце в останньому списку 2021 року. Виручка склала 160 млрд руб. ($2 мдрд). У 2024 році Київська площа посіла перше місце в рейтингу Forbes «Королі російської нерухомості» з доходом від оренди в $1,7 млрд.
Масштабним незаконним обігом готівки широко відомі ринок «Садовод» та агрокластер «Фуд Сіті». «Садовод» вже давно є найбільш значущим центром в Москві для криптовалютних операцій. Стабільність бізнесу «Київської площі» проявляється через тісні зв'язки з високопоставленими російськими чиновниками, зокрема з директором Служби зовнішньої розвідки Сергієм Наришкіним, екс-головою «Роскосмосу» Дмитром Рогозіним і мером Москви Сергієм Собяніним. Ключовим партнером Ілієва і Нісанова є Ільхам Рагімов, який також є колишнім однокурсником Путіна.

## Статки
Зарах Ілієв — один із найбагатших людей Росії протягом двох десятиліть, № 71 місце в списку найбагатших людей у 2005 році зі статками, оціненими $400 млн. У рейтингу 2023 року він посів № 43 позицію зі статком $2,7 млрд. Станом на березень 2024 року світовий Forbes оцінював його статки в $3,3 млрд.
26 вересня 2022 року, після вторгнення Росії в Україну, Ілієва додано до санкційних списків Великобританії у відповідь на проведення російським режимом «фальшивих референдумів», що вказує на підтримку або вигоду Ілієва від російського уряду. Зазначалося, що «Путін продовжив покладатися на кліку олігархів і обраних представників еліти для фінансування своєї війни».
19 жовтня 2022 року Ілієв був включений до санкційного списку України через те, що він «надавав значний джерело доходу уряду Росії, який ініціював військові дії та геноцид проти мирного населення в Україні». 12 грудня 2023 року його включили до санкційного списку США. Вважалося, що Ілієв «забезпечує значне джерело доходу для уряду Росії, який ініціював військові дії та геноцид проти цивільного населення в Україні». Санкції США торкнулися «Київської площі» та всіх афілійованих організацій, у яких головна структура Ілієв чи Нісанов прямо чи опосередковано володіє часткою 50 % і більше.
2024 року стало відомо. що Ілієв ввіз із ЄС елітний літак Airbus A320neo за $110 млн в обхід західних санкцій.

## Санкції
26 вересня 2022 року, після вторгнення Росії в Україну, Ілієва додано до санкційних списків Великобританії у відповідь на проведення російським режимом «фальшивих референдумів», що вказує на підтримку або вигоду Ілієва від російського уряду. Зазначалося, що «Путін продовжив покладатися на кліку олігархів і обраних представників еліти для фінансування своєї війни».
19 жовтня 2022 року Ілієв був включений до санкційного списку України через те, що він «надавав значний джерело доходу уряду Росії, який ініціював військові дії та геноцид проти мирного населення в Україні». 12 грудня 2023 року його включили до санкційного списку США. Вважалося, що Ілієв «забезпечує значне джерело доходу для уряду Росії, який ініціював військові дії та геноцид проти цивільного населення в Україні». Санкції США торкнулися «Київської площі» та всіх афілійованих організацій, у яких головна структура Ілієв чи Нісанов прямо чи опосередковано володіє часткою 50 % і більше.

## Благодійність та громадська діяльність
Ілієв пожертвував кілька благодійних організацій, у тому числі «Линия жизни» , Подари Жизнь, Бумажний журавлик, Край Добра та БФ Оксани Федорової. На пожертви Ільєва на художньо-виробничому підприємстві Софріно проведено ремонт інтер'єру храму. Він також зробив внески для спортивного клубу «Динамо», відремонтував їдальню в МДУ, приміщення Петровської академії наук і мистецтв. Разом з Нісановим вони фінансували будівництво спортивного комплексу для студентів Санкт-Петербурзького державного морського технічного університету.
Зарах Ілієв є відомим діячем російської єврейської громади та гірської єврейської діаспори в Москві. У 2014 році разом з Годом Нісановим вони інвестували в будівництво єврейської школи Хедер Менахем в Москві. Вони також були ініціаторами відкриття у 2019 році Громадського центру Асоціації гірських євреїв Москви Також Ільєв та Нісанов надають допомогу рідному селу Червона Слобода. У 2020 році посприяли відкриттю першого у світі Музею гірських євреїв у селі.

## Нагороди
- 2015 — «Скрипаль на даху», премія Федерації єврейських громад Росії в номінації «Благодійність».
- Почесний будівельник Росії.[38]

## Особисте життя
Одружений, має двох синів: Бен-Ціона та Вадима. Ілієв придбав «золоті паспорти» Домініканської Республіки в обхід санкцій Заходу для себе, своїх синів і ще трьох родичів. За інформацією Al Jazeera, у 2018 році Ілієв міг отримати «золотий паспорт» і Кіпру.
Ілієв захоплюється живописом і риболовлею. Разом із готелем «Україна» Ілієв і Нісанов придбали колекцію з 1200 картин соціалістичного реалізму. Ці картини були частиною придбання і включали роботи Олександра Дейнеки, Аристарха Лентулова, Дмитра Налбандяна, Миколи Ромадіна, Михайла Суздальцева, колективу Кукринікси та інших. Ці картини відреставровано за кошти підприємців. Особистий кабінет Ілієва також знаходиться в готелі «Україна».
Ілієв також володіє кількома патентами на винаходи, в тому числі патентом на обертовий логотип торгово-розважального центру Європейський.